# Dennis Nineham
Dennis Eric Nineham (27 septembre 1921 - 9 mai 2016) est un théologien et universitaire britannique, qui est directeur du Keble College d'Oxford, de 1969 à 1979, ainsi que titulaire de chaires de théologie aux universités de Londres, Cambridge, et Bristol.

## Jeunesse et éducation
Nineham est né le 27 septembre 1921. Il fait ses études à la King Edward VI School, à Southampton, Hampshire, puis dans un lycée. Il étudie les Literae Humaniores (classiques) et la théologie au Queen's College d'Oxford. Il est diplômé de l'université d'Oxford avec un baccalauréat ès arts de première classe en 1943. Il entre ensuite au Lincoln Theological College, un collège théologique anglican, pour entreprendre une formation d'un an en vue du ministère ordonné de l'Église d'Angleterre.

## Carrière
Nineham est ordonné dans l'Église d'Angleterre en tant que diacre en 1944 et en tant que prêtre en 1945. Il est ensuite aumônier adjoint au Queen's College d'Oxford. En 1946, il est élu membre et nommé aumônier du collège.
Pendant sa période à l'université de Bristol, Nineham est chanoine honoraire de la cathédrale de Bristol.
Il est nommé professeur de théologie biblique et historique au King's College de Londres en 1954, devenant professeur de théologie à l'université de Londres en 1958. En 1964, il est nommé professeur Regius de théologie à l'université de Cambridge, un poste occupé conjointement avec une bourse à l'Emmanuel College. Il retourne à Oxford en 1969, en tant que directeur du Keble College, poste qu'il occupe jusqu'en 1979 puis est nommé membre honoraire de Keble l'année suivante et membre honoraire de Queen's en 1991. Entre 1980 et 1986, il est professeur de théologie et chef du département de théologie à l'université de Bristol.
Il a publié" The Study of Divinity (1960), The Gospel of Saint Mark (1963), The Use and Abuse of the Bible (1976) et Christianity Mediaeval and Modern (1993). Il édite divers ouvrages théologiques, contribue à d'autres, dont Le Mythe de Dieu incarné (1977), et fait un certain nombre d'apparitions à la télévision, notamment dans le cadre de la série controversée de Channel 4, Jesus: The Evidence en 1984.
Il est le père de Chris Nineham (en), chef adjoint de la Stop the War Coalition. Il est décédé le 9 mai 2016 à l'âge de 94 ans.